# European Super League
European Super League è un videogioco sportivo pubblicato nel 2001 da Virgin Interactive per Dreamcast.

## Modalità di gioco
In European Super League sono presenti 16 squadre che prendono parte all'omonimo torneo immaginario. Le squadre disponibili sono le seguenti:
- AC Milan
- Ajax
- Bayer 04 Leverkusen
- Benfica
- Olympiacos
- Juventus
- FC Bayern München
- IFK Göteborg
- Internazionale
- FC Barcelona
- Liverpool FC
- Chelsea FC
- Borussia Dortmund
- Olympique de Marseille
- Paris Saint Germain
- Real Madrid